# Augsburg-Spickel-Herrenbach
Spickel-Herrenbach ist der XI. Planungsraum von Augsburg und gliedert sich in die Stadtbezirke Spickel und Wolfram- und Herrenbachviertel. Der Planungsraum hat eine Fläche von etwa 4,88 km² und rund 12.900 Einwohner.

## Geographie
Der Planungsraum Spickel-Herrenbach erstreckt sich direkt westlich des Lechs. Im Norden bilden die Prinz- und Lotzbeckstraße sowie Reichenberger Straße und Localbahn die Grenze zur Innenstadt, wo auch das Textilviertel fortgesetzt wird. Im Westen schließt das Hochfeld an, die Grenze zwischen den Planungsräumen bildet der Brunnenbach. Im Osten wird der komplette Planungsraum vom größten Augsburger Fluss, dem Lech, begrenzt. Im Süden bildet der Reichskanal die Grenze. Der Landschaftspark Siebentischanlagen mit Zoologischem und Botanischem Garten liegt im Westen des Stadtteils, im Süden beginnt der Siebentischwald. Die Friedberger Straße (Bundesstraße 300) bildet die Grenze zwischen Spickel und Wolfram- und Herrenbachviertel.

## Geschichte

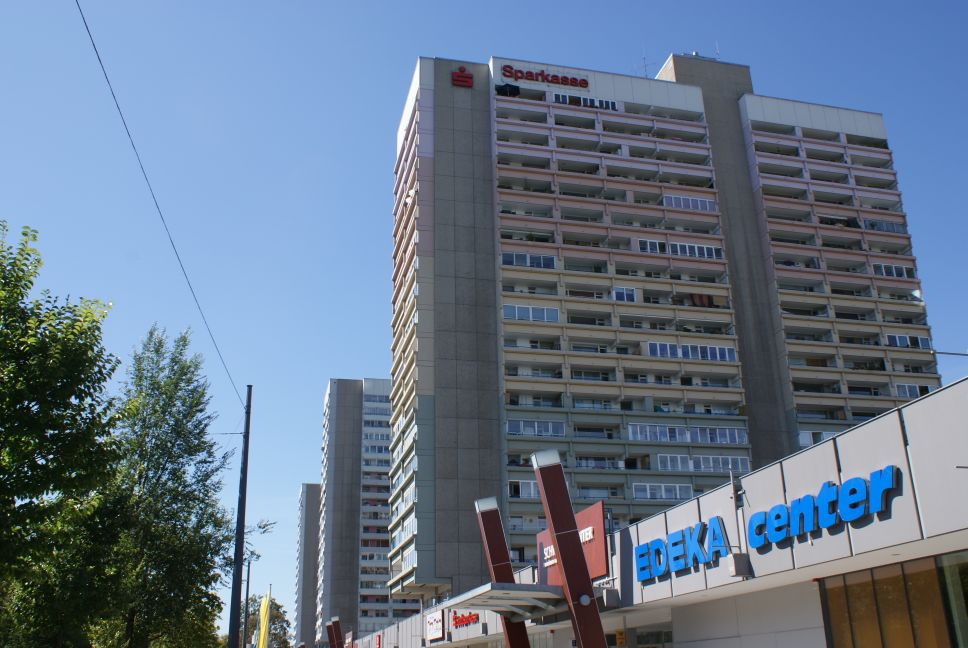
Ansicht des Schwabencenters

Die Geschichte des Planungsraums Spickel-Herrenbach ist vergleichsweise jung. Die Bebauung im Wolfram- und Herrenbachviertel, benannt nach dem ehemaligen Bürgermeister Georg von Wolfram und dem Lechkanal Herrenbach, erfolgte Anfang des 20. Jahrhunderts aufgrund der ansässigen Textilindustrie. Vor allem einfache Wohnblöcke für die in den Industrieunternehmen arbeitende Bevölkerung entstanden zu dieser Zeit. 

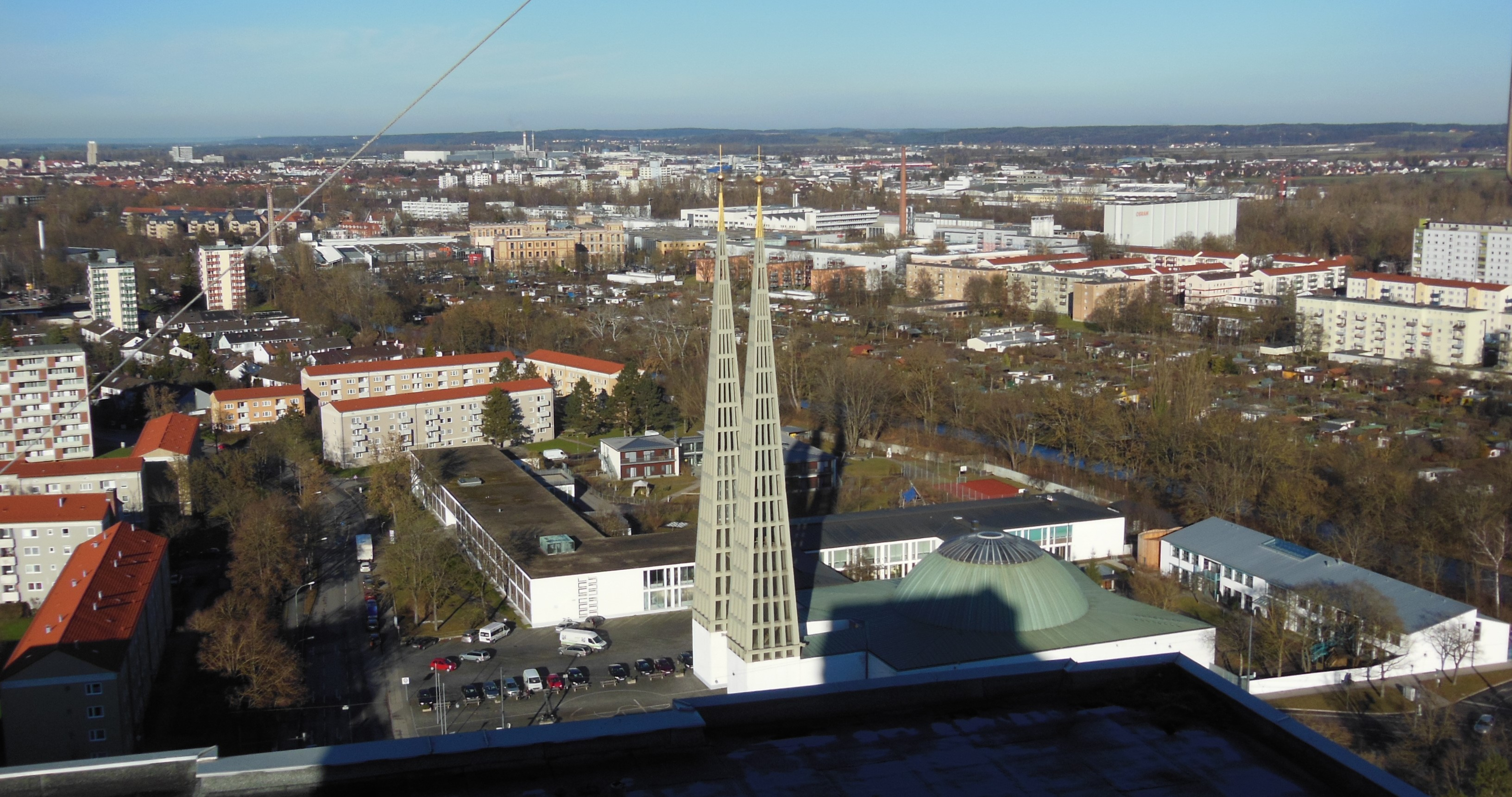
Blick auf Don Bosco und Herrenbach

 Abgerundet wurde dies mit sozialen Einrichtungen wie Kirchen, Schulen und Kindergärten. So entstand eine „Stadt in der Stadt“. Anfang der 1970er Jahre gab es erste Pläne bei der Augsburger Stadtregierung für den Bau einer so genannten Trabantenstadt im Herrenbach. So entstand in den 1970er Jahren im Süden des Herrenbachs einige Hochhäuser, die teilweise 70 Meter Höhe erreichen. Als Nahversorgung entstand gleichzeitig das erste Einkaufszentrum Augsburgs, das „Schwabencenter“.

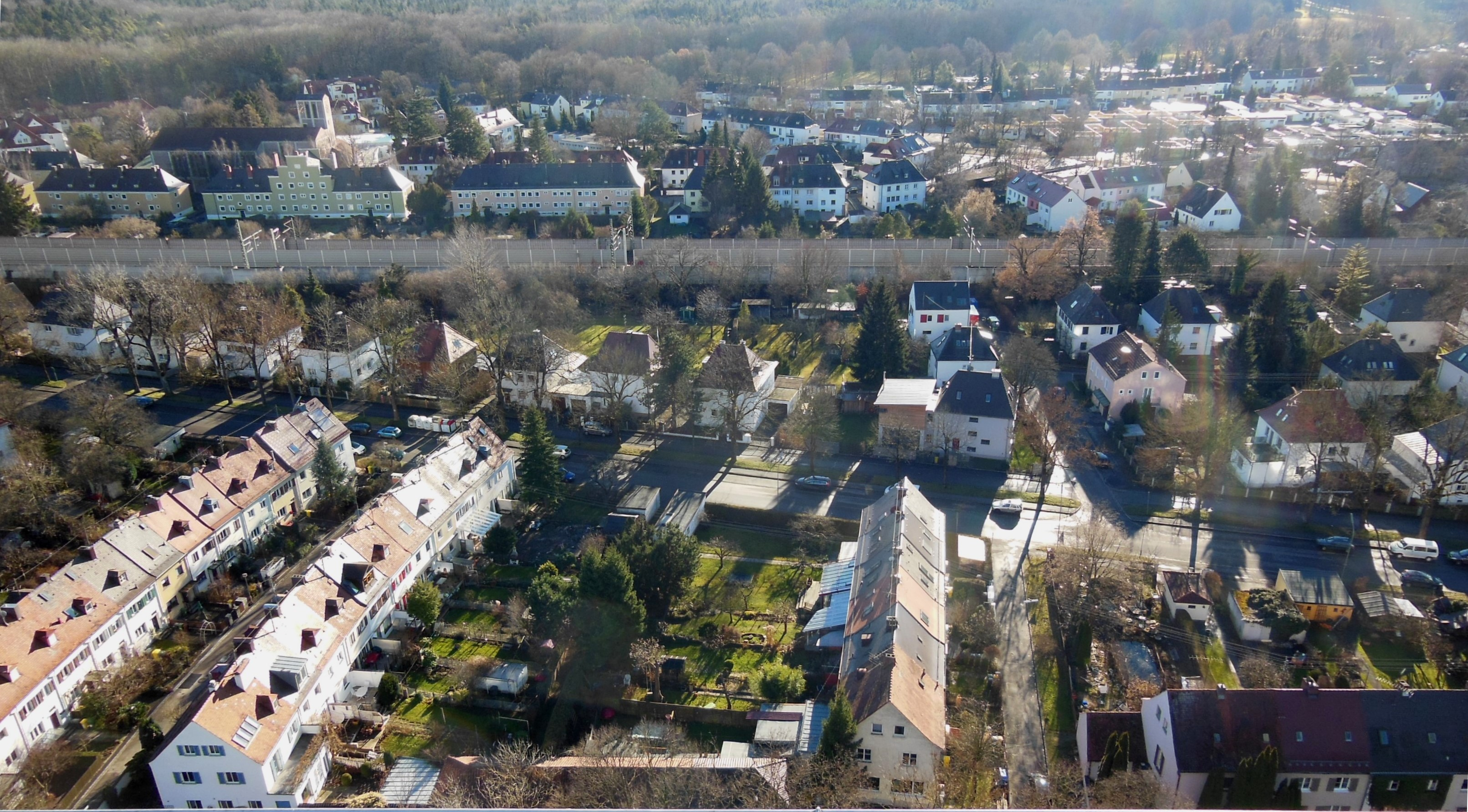
Spickel: Blick vom Ostturm des Schwaben-Centers

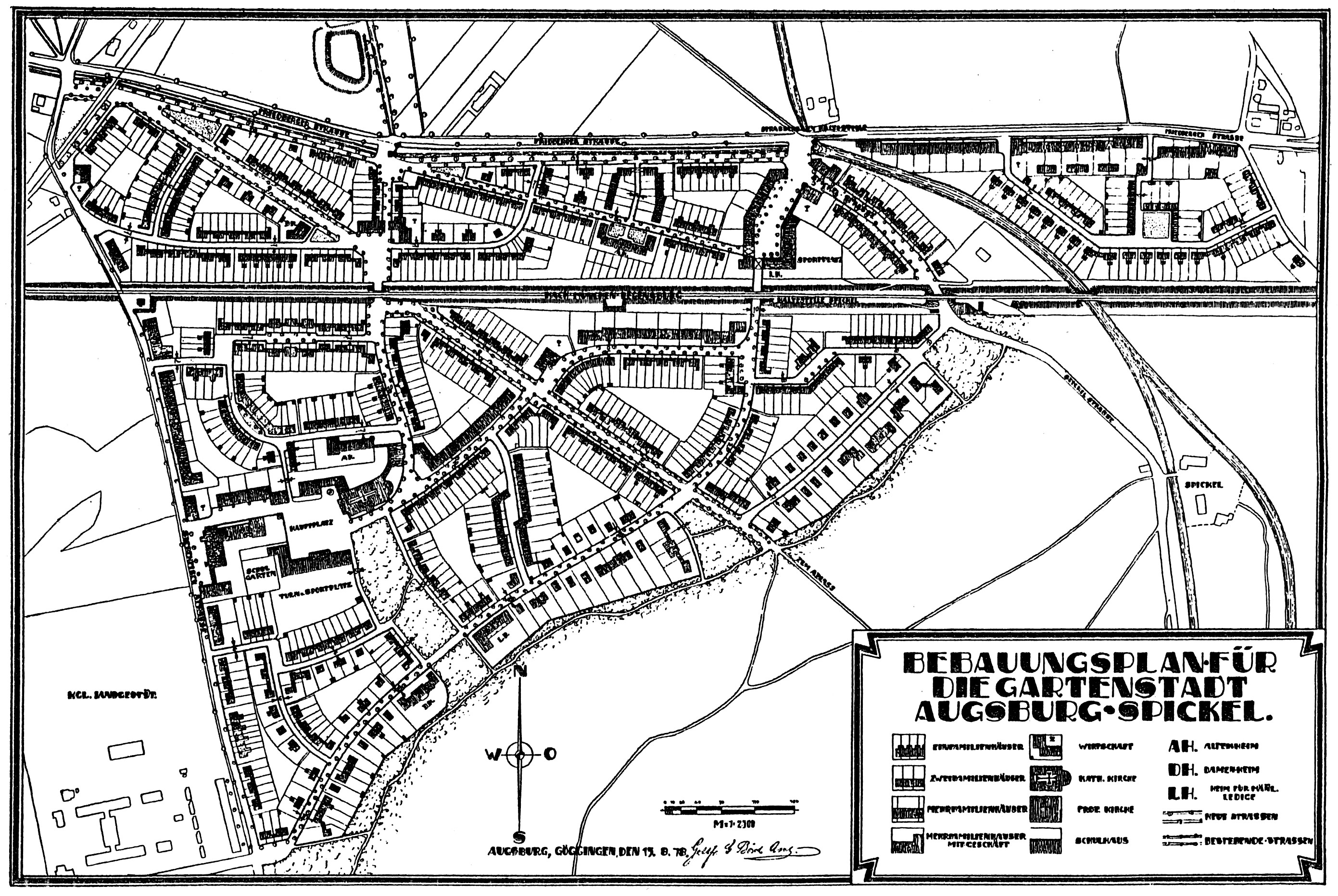
Ursprünglicher Bebauungsplan um 1919

Der Spickel als zweiter Teil des Planungsraums ist sehr gegensätzlich zum benachbarten Herrenbach. Während dieser in der Mehrheit von Arbeitern bewohnt wird und einen sehr hohen Migrantenanteil von etwa 60–70 % hat, ist der Spickel, der direkt an die Siebentischanlagen grenzt, ein Wohnort von gutbürgerlichen Verhältnissen. Der Name geht zurück auf die ehemalige Gaststätte „Spickel“. Die Gestaltung des Viertels, das auch als „Gartenstadt Spickel“ bezeichnet wurde, hat das Thelottviertel zum Vorbild und wurde von Gottfried E. Bösch (1874–1929) und Joseph Weidenbacher (1886–1973) geplant. Sie entwarfen nach dem Ersten Weltkrieg eine Siedlung mit kleinen Ein- und Mehrfamilienhäusern, um der herrschenden Wohnungsnot zu begegnen. Ein Haltepunkt Augsburg-Spickel bestand seit den Anfängen der Bahnlinie nach München um 1839 und war bereits in den ersten Bebauungsplan des neuen Stadtviertels einbezogen. Seit dem Sommerfahrplan 1974 wird dieser Haltepunkt nicht mehr bedient, die Wartehäuschen und die Bahnsteige wurden im Zuge des viergleisigen Ausbaus abgebrochen.

## Sport
Das Trainingsgelände des FC Hochzoll befindet sich in der Nähe des Eiskanales. Die Fußball-Herrenmannschaft des Vereins spielt in der B-Klasse Augsburg und die Frauenmannschaft spielt in der Kreisliga.

## Kirchen und Religionsgemeinschaften

### Evangelische Kirchen
- St. Andreas

### Katholische Kirchen
- Don-Bosco-Kirche
- St. Wolfgang